# 香港仔海峽大橋

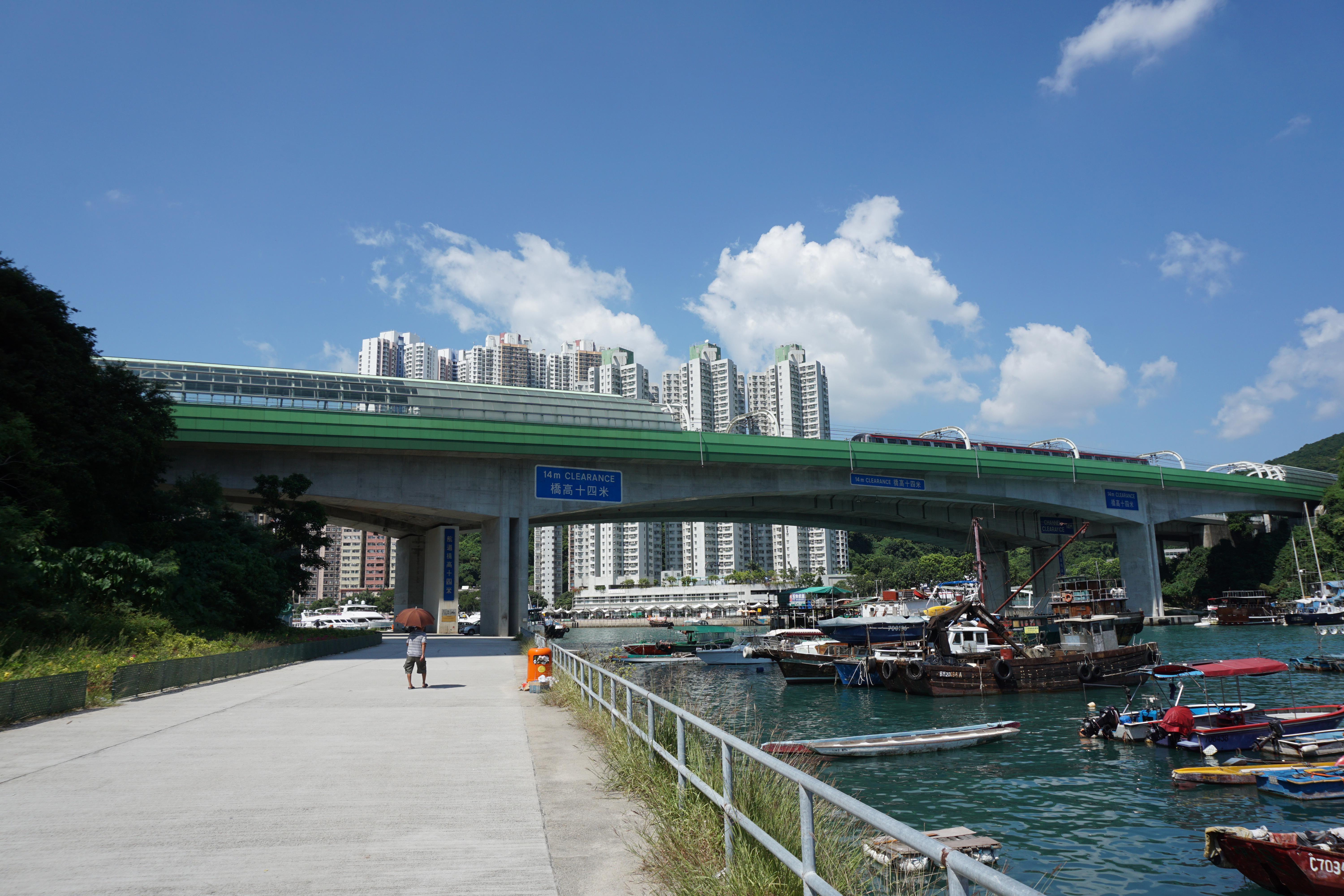
香港仔海峽大橋

香港仔海峽大橋（英語：Aberdeen Channel Bridge），是港鐵的鐵路橋，連接利東站及黃竹坑站，橫跨香港仔海峽，與鴨脷洲大橋並行。於2016年12月28日隨南港島綫投入服務而啟用，香港仔海峽大橋上有兩條供南港島綫使用的路軌。
工程於2011年啟動，起初預計於2015年下半年通車；後延至2016年12月28日通車。
不過，由於港鐵甚少宣傳，大部份香港市民都不知道該橋樑有此正式名稱，甚至有市民歸類為鴨脷洲大橋的一部分。

## 鄰近車站
| 車站                | 路綫          | 車站              |
| 利東 往海怡半島方向 | 港鐵 南港島綫 | 黃竹坑 往金鐘方向 |